# Breiðablik UBK
Breiðablik (conhecido como UBK Kopavogur quando joga nas competições europeias) é um clube esportivo de Kópavogur, Islândia. Fundado em 1950, é o maior clube desportivo no país. Breidablik tem várias divisões de esportes, tanto homens e mulheres, incluindo a associação de futebol, atletismo, basquete, karatê, dança, esqui, natação e handebol.
Manda os seus jogos de futebol no Kópavogsvöllur.

## Titulos

### Liga
- Úrvalsdeild  (Campeonato  Islandês  de Futebol): 2010
- 1. deild kvenna (Segunda Divisão): 1970, 1975, 1979,1993, 1998, 2005

### Copa
- Bikarkeppni KSÍ (Copa Nacional): 2009

- Deildarbikarinn (Copa da Liga): 2013, 2015[3]